# Incshoni nemzetközi repülőtér
Az Incshoni nemzetközi repülőtér (hangul: 인천국제공항, handzsa: 仁川國際空港, RR: Incheon Gukje Gonghang) Dél-Korea legnagyobb nemzetközi repülőtere, mely elsősorban a Szöuli Fővárosi Területet szolgálja ki. 2005 óta 2016-tal bezárólag egymás után tizenkétszer választotta meg a Nemzetközi Repülőterek Tanácsa a világ legjobb repülőterének. A világ egyik leggyorsabb reptere, az indulás átlagosan 19, az érkezés 12 percet vesz igénybe, ami jóval alacsonyabb az átlagnál (ami 60 és 45 perc a világ más repterein). A Business Traveller 2013-ban egymás után harmadik alkalommal nevezte a repülőtér vámmentes üzletét a világ legjobbjának. A repülőtér saját állítása szerint 0,0001 hibaszázalékkal kezeli a feladott csomagokat. Az incshoni (incheoni) repülőtér a Korean Air, az Asiana Airlines, a Jeju Air és a Polar Air Cargo bázisrepülőtere. Ázsia nyolcadik legforgalmasabb repülőtere volt 2013-ban, teherforgalmát tekintve pedig a negyedik.

## Története
A repülőtér helyszínét 1990-ben választották ki, 1996-ban kezdték meg az építését, majd 2001-ben adták át az első fázist. 2002-ben megkezdődött a második fázis építése, ami 2008-ra fejeződött be. 2013 szeptemberében megkezdődött a második terminál építése.

## Infrastruktúrája
Az első két építési fázis befejezését követően a repülőtér területe 21 292 000 m² lett, melyből az utasterminál területe 496 000 m². Jelenlegi kapacitása 410 000 járatot és 44 millió utast tesz lehetővé évente. 2024 decemberére, aegyedik fázis befejezését követően a repülőtér területe duplájára nő, 5 kifutópályája lesz, utaskapacitása 100 millióra, teherkapacitása pedig a jelenlegi 4,5 millió tonnáról 11,4 millió tonnára nő.

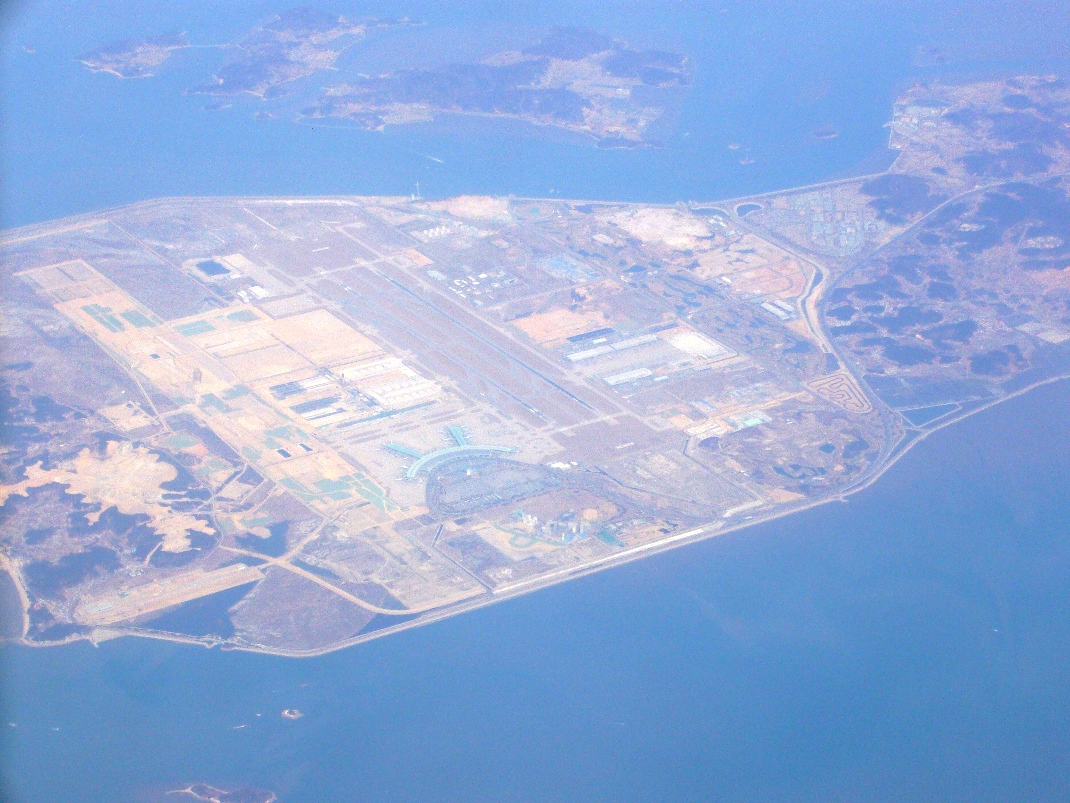
A repülőtér a levegőből
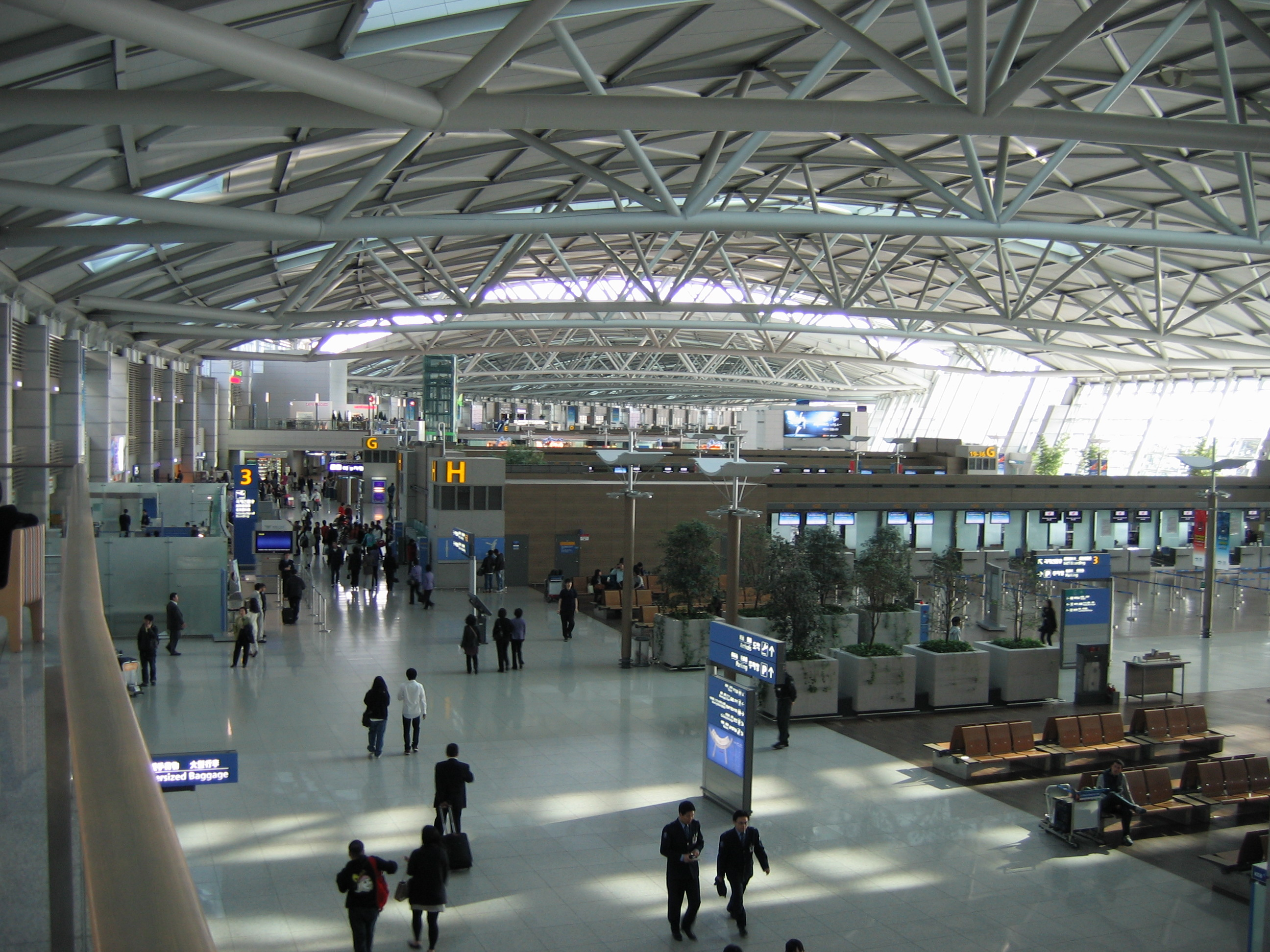
Utasterminál, indulási oldal
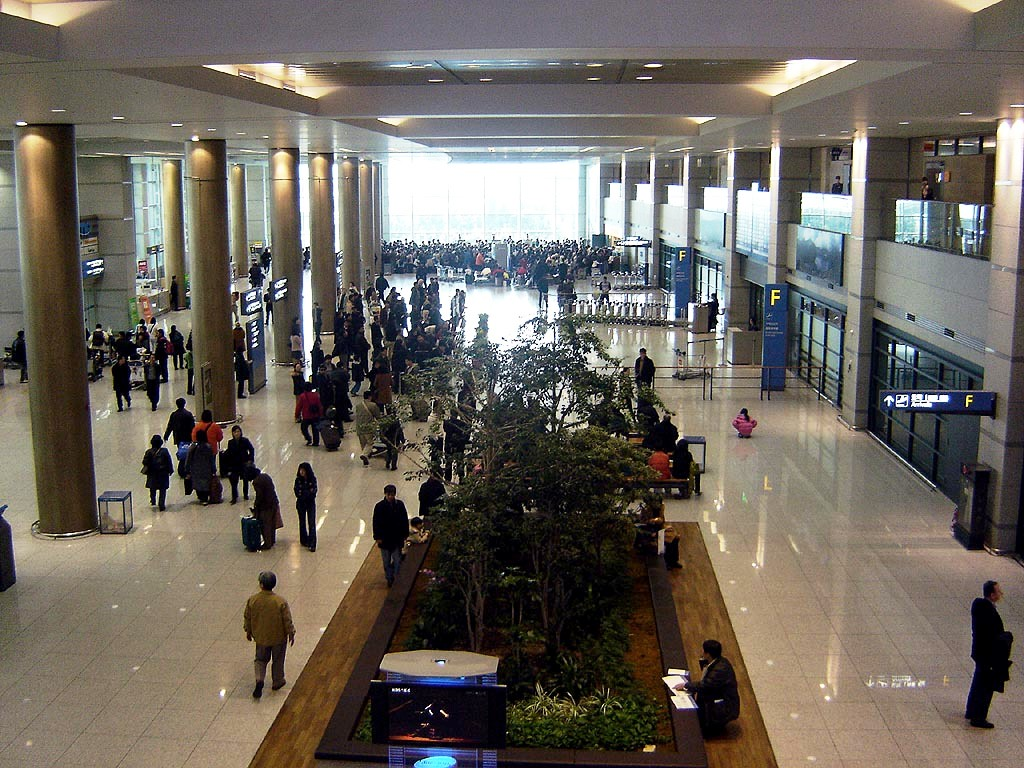
Utasterminál, érkezési oldal
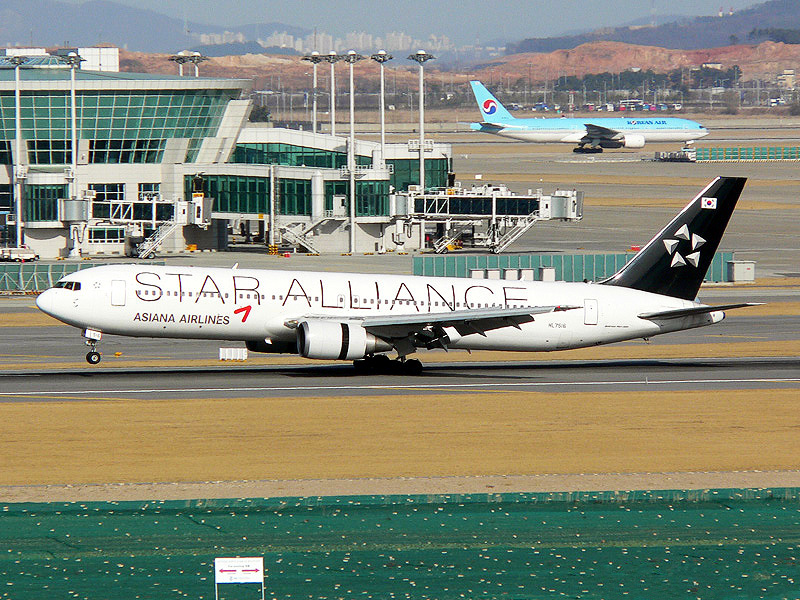
Egy Asiana Airlines Boeing 767-300 leszállás közben az incshoni (incheoni) repülőtéren. A háttérben egy Korean Air Boeing 777-200ER

## Tömegközlekedés

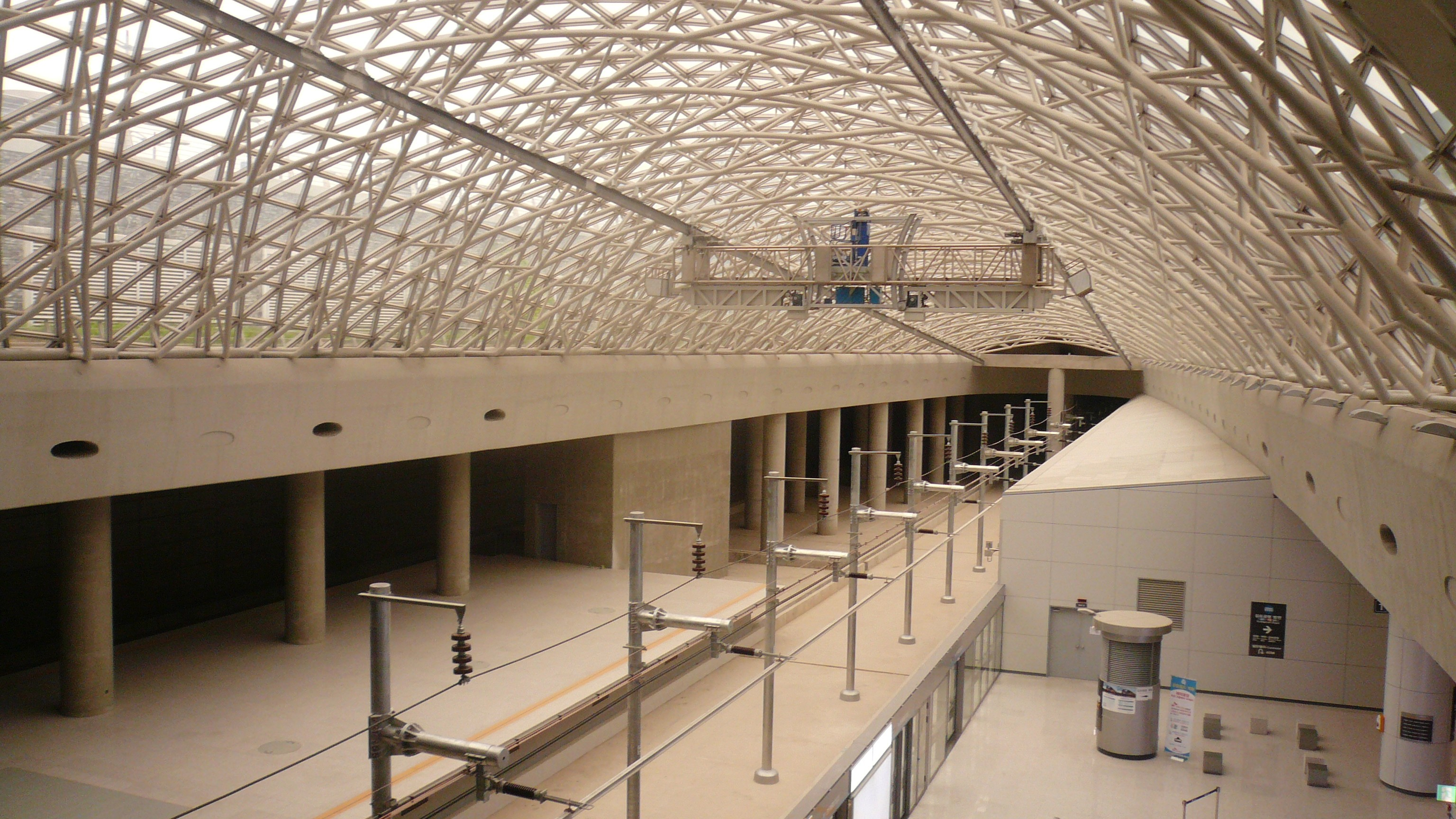
A repülőtér AREX-állomása

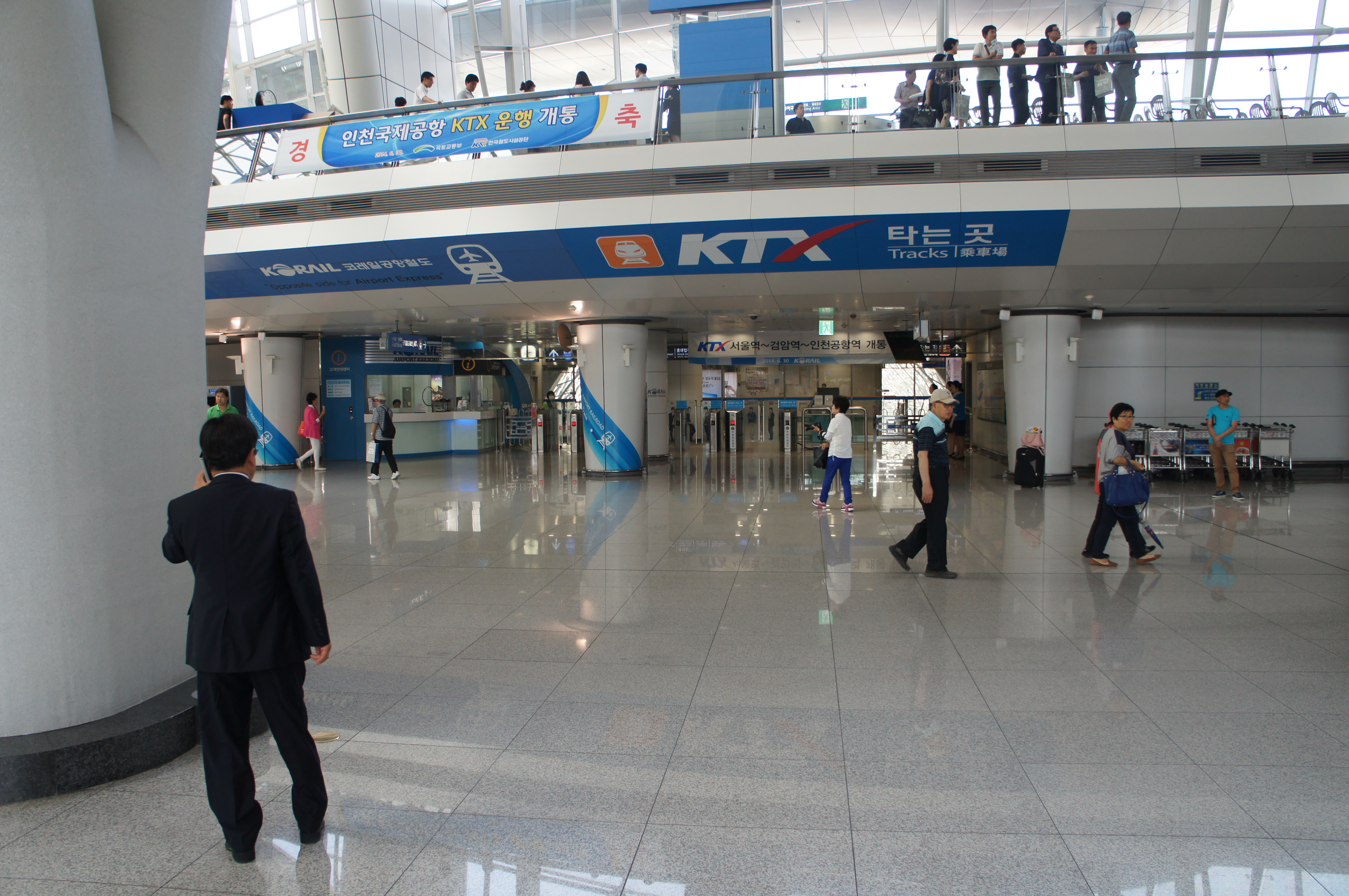
A repülőtér KTX-állomása

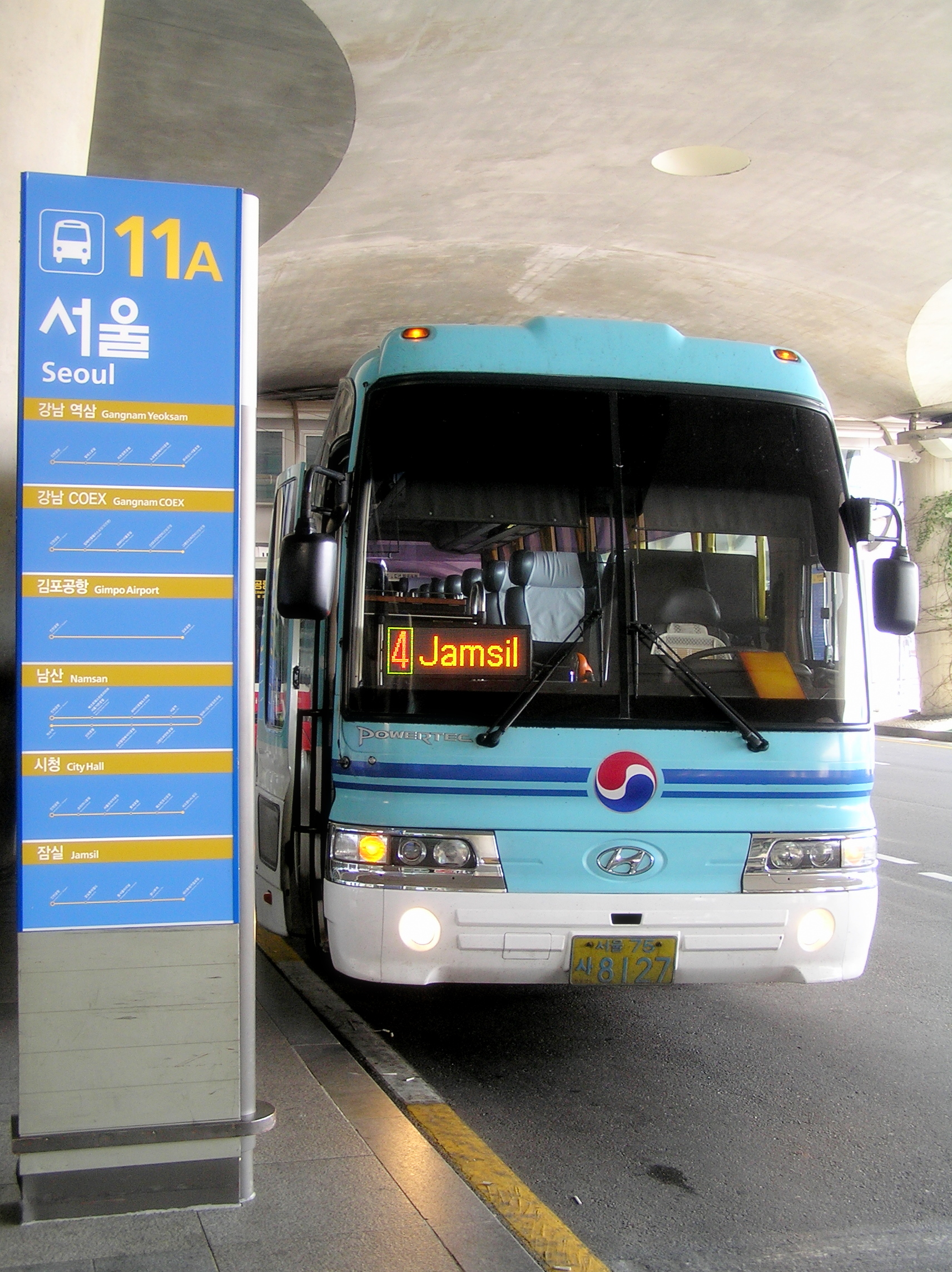
A Csamsil (Jamsil) metrómegállóig közlekedő busz a repülőtéri megállóban

A repülőteret tömegközlekedéssel is meg lehet közelíteni, busszal, a reptéri vasúttal és taxival.

### AREX és KTX
Az AREX repülőtéri vasút kétféle vonatot üzemeltet, egy minden állomáson megálló személyvonatot és egy expressz vonatot, mely csak a Szöul állomás végállomáson áll meg. Egyik megállója a repülőtér B1 szintjén található, a másik az új 2-es terminálon. A személyvonatok 15-20 percenként közlekednek reggel 5:20-tól éjjel fél 12-ig, az expresszvonatok 25-40 percenként indulnak 5:20-tól 21:50-ig. A személyvonat 53, az expresszvonat 43 perc alatt teszi meg a távot. Az expresszvonattal Szöulból a reptérre utazóknak lehetőségük van a vonatállomáson feladni a csomagjaikat a repülőre és átesni a check-in és útlevél-ellenőrzési procedúrákon is.
A repülőtéren KTX nagysebességűvasút-állomás is található, melyet 2014. június 30-án nyitottak meg. A KTX lehetővé teszi a távolabbi városokban lakók számára a repülőtér könnyebb megközelítését. Szöulban a vonat sebességét korlátozzák, mert a reptérre menet a lassabb AREX által használt vágányokon közlekedik. A vonat Incshon (Incheon) városában is megáll a helyi lakosság kiszolgálására.

### Buszok
Kétféle típusú busz közlekedik Szöul és a repülőtér között, több társaság is üzemeltet járatokat. Az úgynevezett deluxe limuzinok kényelmesebbek és kevesebb megállóval, gyorsabban közlekednek, de drágábbak, a standard limuzinok gyakrabban állnak meg és olcsóbbak, de zsúfoltabbak. Késő éjszakai járatok is közlekednek. A repülőtérről intercity buszjáratokra is fel lehet szállni, melyek Dél-Korea távolabbi városaiba közlekednek.

### Taxi
Háromféle taxi közlekedik a repülőtérről, hagyományos, deluxe és jumbo. A hagyományos taxi alapdíja 3000 von (won), a másik kettőé 5000 von (won). A deluxe taxi kényelmesebb és extra szolgáltatásokat is kínál, valamint Koreában a deluxe taxi vezetéséhez különleges engedélyt kell szerezni a sofőrnek, aminek alapkövetelménye, hogy tíz évig kell hagyományos taxit vezetnie baleset nélkül. A hagyományos taxik éjfél után +20%-ot számolnak hozzá a viteldíjhoz. A jumbo taxi maximálisan 9 főt tud szállítani. A taxik a reptéri autópályán közlekednek, aminek extra díját, 8000 von (won)t az utasnak kell kifizetnie.

## Statisztika
| Év                              | Utasforgalom | Változás előző évhez képest | Repülőgép- forgalom | Teherforgalom (tonna) |
| ------------------------------- | ------------ | --------------------------- | ------------------- | --------------------- |
| 2001                            | 14 542 290   |                             | 86 807              | 1 186 015             |
| 2002                            | 20 924 171   | 043,9%                      | 126 094             | 1 705 928             |
| 2003                            | 19 789 874   | 05,4%                       | 130 185             | 1 843 055             |
| 2004                            | 24 084 072   | 021,7%                      | 149 776             | 2 133 444             |
| 2005                            | 26 051 466   | 08,2%                       | 160 843             | 2 150 139             |
| 2006                            | 28 191 116   | 08,2%                       | 182 007             | 2 336 571             |
| 2007                            | 31 227 897   | 010,8%                      | 211 404             | 2 555 580             |
| 2008                            | 29 973 522   | 04,0%                       | 211 102             | 2 423 717             |
| 2009                            | 28 549 770   | 04,8%                       | 198 918             | 2 313 002             |
| 2010                            | 33 478 925   | 017,3%                      | 214 835             | 2 684 499             |
| 2011                            | 35 062 366   | 04,7%                       | 229 580             | 2 539 222             |
| 2012                            | 38 970 864   | 011,1%                      | 254 037             | 2 456 724             |
| 2013                            | 41 482 828   | 06,4%                       | 271 224             | 2 464 385             |
| 2014                            | 45 512 099   | 09,7%                       | 290 043             | 2 557 681             |
| 2015                            | 49 281 210   | 08,3%                       | 305 446             | 2 595 677             |
| 2016                            | 57 765 397   | 017,2%                      | 339 673             | 2 714 341             |
| 2017                            | 62 082 032   | 06,9%                       | 360 295             | 2 921 691             |
| Forrás: IIAC Airport Statistics |              |                             |                     |                       |